# Pala di San Zeno
La Pala di San Zeno è un dipinto, tempera su tavola (con la cornice 480×450 cm, scomparto centrale 125×212, sinistro 135×213, destro 134×213), di Andrea Mantegna, datata tra il 1456 e il 1459 e custodita nella sua collocazione originaria, sull'altare maggiore della basilica di San Zeno a Verona. Si tratta della prima pala d'altare pienamente rinascimentale dipinta in Italia settentrionale, che ispirò la scuola di pittori rinascimentali veronesi, come Girolamo dai Libri. Fu oggetto delle spoliazioni napoleoniche della Repubblica di Venezia.

## Storia

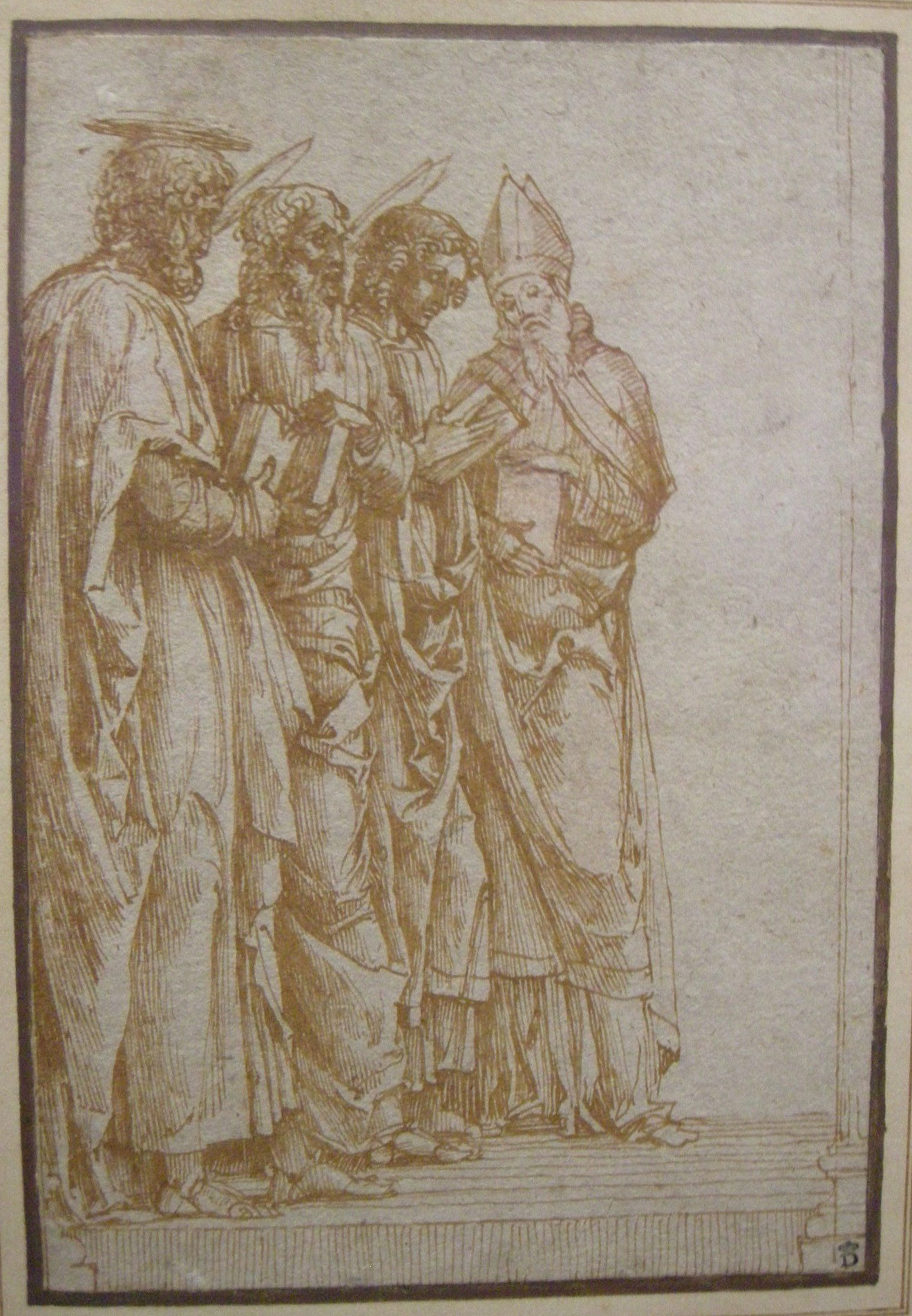
Disegno preparatorio, Getty Center, Los Angeles

L'opera venne commissionata tra il 1456 e il 1457 da Gregorio Correr, abate della chiesa, realizzata nella bottega padovana dell'artista e inviata a Verona nel 1459, quando il 31 luglio venne collocata sull'altare maggiore alla presenza dello stesso artista; Mantegna continuò a riscuoterne i pagamenti fino al gennaio 1460. Dei progressi nella realizzazione della pala si parla nei carteggi tra Mantegna e il marchese di Mantova Ludovico III Gonzaga, il quale era in attesa del trasferimento dell'artista nella sua città per ricoprire la prestigiosa carica di pittore di corte.
Molto attento fu lo studio della collocazione definitiva dell'opera, con le direttrici prospettiche tracciate sulla base di quelle del coro della chiesa viste dalla navata, e la luce da destra che coincideva con quella che entrava da una finestra fatta aprire su richiesta esplicita del pittore.
Durante la Campagna d'Italia del 1797, cui seguirono le soppressioni di chiese e monasteri e spoliazioni napoleoniche di opere d'arte, la pala venne requisita per volontà di Napoleone a titolo di forzoso risarcimento di oneri di guerra. L'opera venne così inviata a Parigi nell'omonimo museo, divenuto poi il Louvre. Alla sua caduta gli accordi diplomatici presi durante la Restaurazione del 1815, imposero la restituzione dei dipinti, delle sculture, dei gioielli e dei libri trafugati, tra cui i tre pannelli principali e la cornice della pala di San Zeno; non tutte le parti fecero però ritorno a Verona, fu infatti negata la restituzione delle tre predelle, rimaste in Francia dove si trovano tuttora. Oggi in loco si può osservare pertanto una copia moderna della predella, opera di Paolino Caliari, discendente di Paolo Veronese.
La pala venne completamente indagata e restaurata nel 2007 dall'Opificio delle Pietre Dure, un istituto centrale dipendente dal Ministero per i beni e le attività culturali e per il turismo.

## Descrizione

### Pannelli principali
La pala rappresenta una sacra conversazione con la Madonna col Bambino al centro, contornata da angeli musici e cantori, e quattro santi su ciascuno dei lati. La Vergine si trova su un alto scranno, decorato da bassorilievi marmorei che sbalzano con forza sulla superficie dipinta. Ai suoi piedi si trova un tappeto, vero lusso esotico per l'epoca, che è identico a quello steso a una finestra nell'affresco del Martirio di san Cristoforo agli Eremitani.
Partendo da sinistra i santi sono: San Pietro, riconoscibile dalle chiavi e l'aspetto canuto e barbuto; San Paolo, riconoscibile dalla spada; San Giovanni Evangelista, ritratto come un giovane con la veste rosata; San Zeno, in abiti vescovili; San Benedetto, col saio monacale; San Lorenzo, con la graticola e la palma del martirio; San Gregorio Magno, vestito da papa (con la pianeta ricamata con figure di santi); e infine San Giovanni Battista, con la tipica veste da eremita nel deserto. I santi sono disposti in maniera simmetrica, lungo direttrici spaziali diagonali prestabilite e con i loro gesti ed atteggiamenti sembrano interagire l'un con l'altro. Dei quattro santi di sinistra esiste anche un disegno preparatorio oggi conservato nel Getty Center di Los Angeles, che mostra come nella versione definitiva il maestro accentuò il ritmo diagonale tra una figura e l'altra e aumentò la libertà compositiva arrivando a far sporgere i santi in primo piano oltre la cornice, verso lo spettatore.

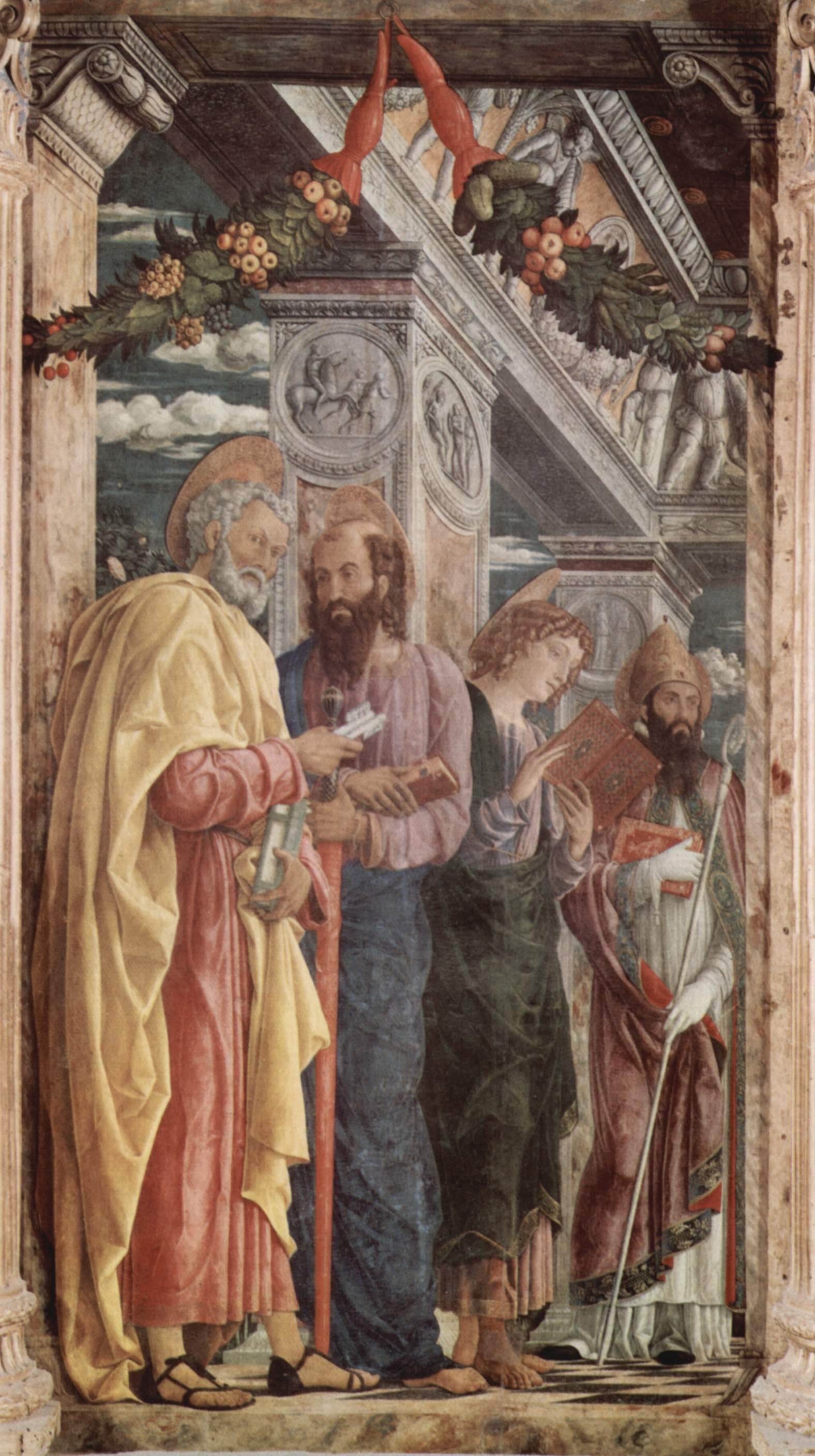
Pannello di sinistra
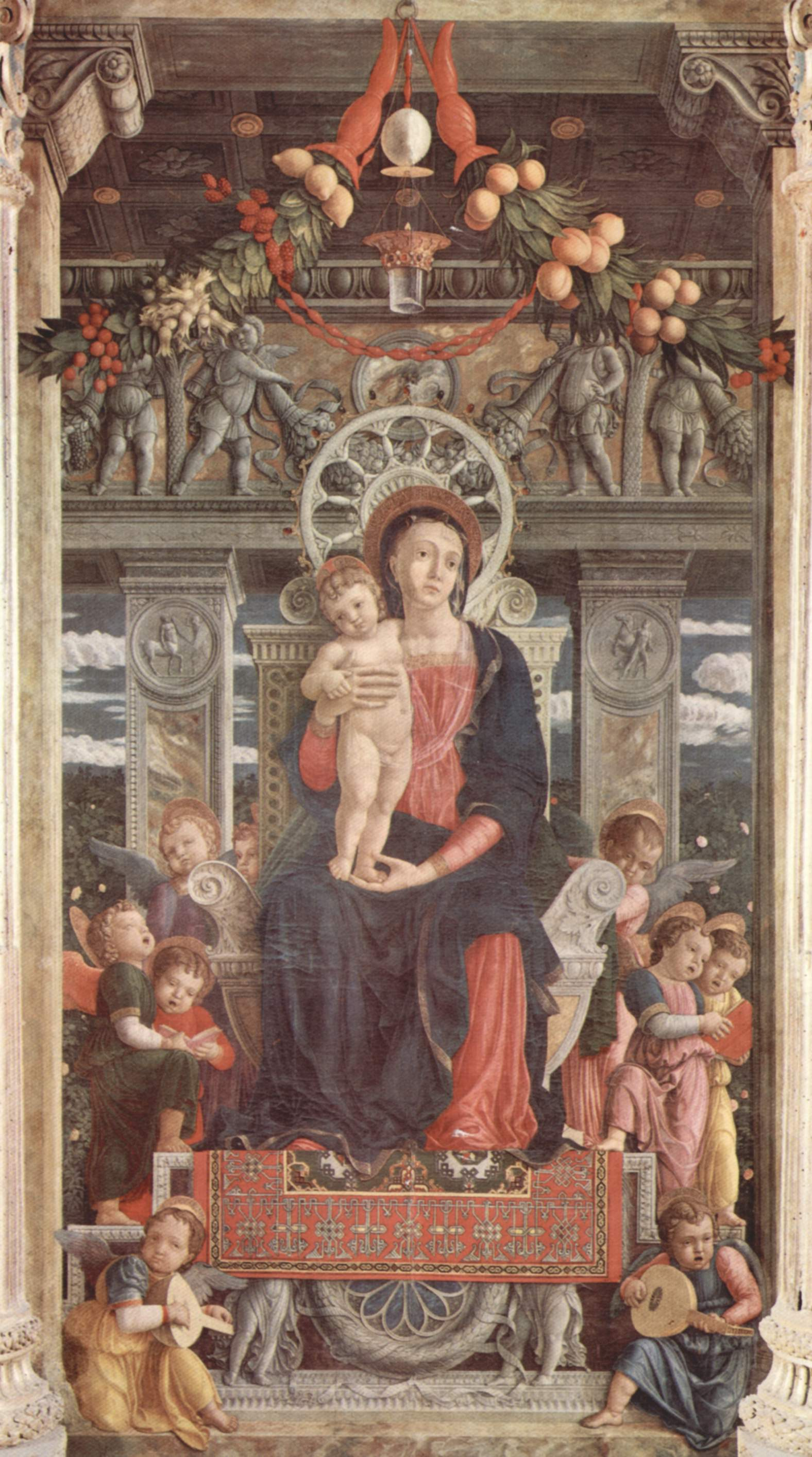
Pannello centrale
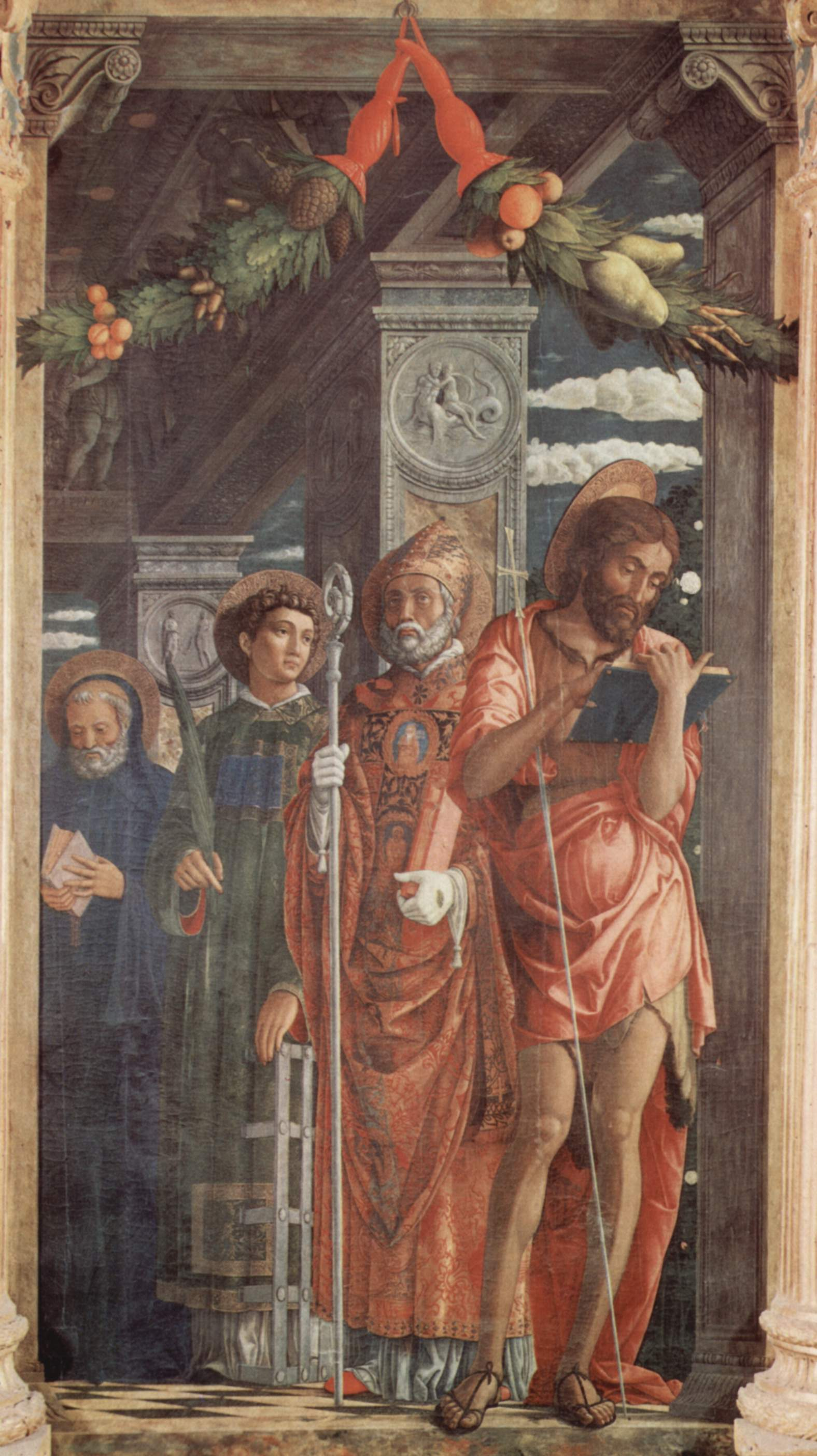
Pannello di destra

### Predella
La predella è articolata in tre scomparti:
- Orazione nell'orto, 71,1×93.7 cm, Tours, Musée des Beaux-Arts.[5]
- Crocifissione, 76×96 cm, Parigi, Musée du Louvre.[5]
- Resurrezione di Cristo, 71,1×94,9 cm, Tours, Musée des Beaux-Arts.[5]

Nell'Orazione il paesaggio è pietrificato e desertico, quasi artificiale nella modellazione delle rocce; Gesù prega su una roccia simile ad un altare, sulla destra. Sullo sfondo si vede una Gerusalemme ideale, i cui edifici ricordano Roma e Venezia. La Crocifissione mostra la comprensione delle opere di Donatello, con la profonda penetrazione psicologica dei personaggi (si pensi allo straziante dolore di Maria) e con l'effetto di rappresentazione casuale della vita sotto i nostri occhi, con la presenza di comparse come i due personaggi dimezzati in primo piano, che sembrano colti di sorpresa nel loro passaggio casuale. Nella Resurrezione l'abbigliamento all'antica dei soldati è molto curato e dimostra la volontà di Mantegna di ricreare con precisione l'ambientazione nel mondo classico, con un approccio organico che travalica la semplice citazione erudita ma decontestualizzata delle opere del suo maestro Squarcione.

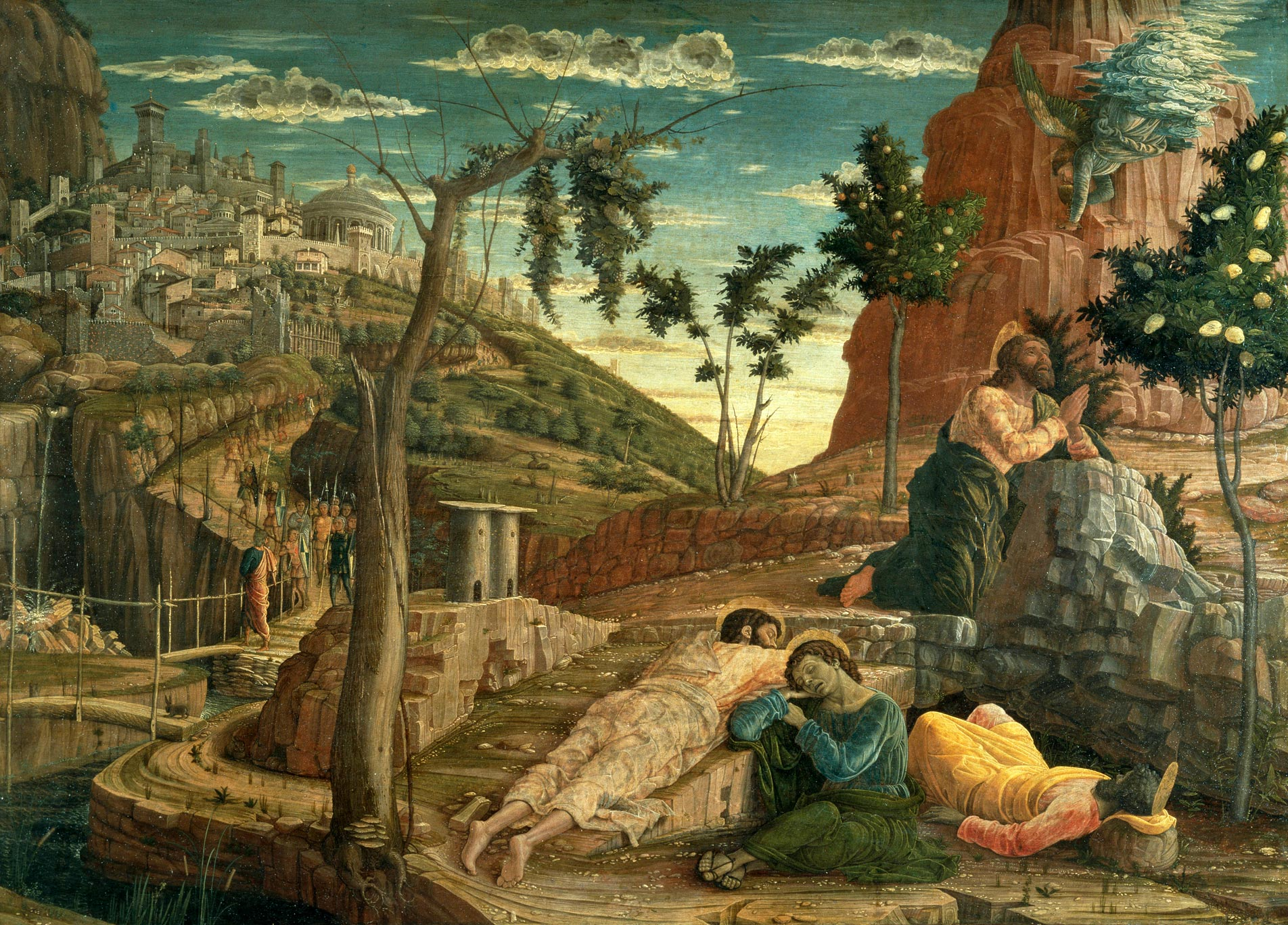
Predella di sinistra
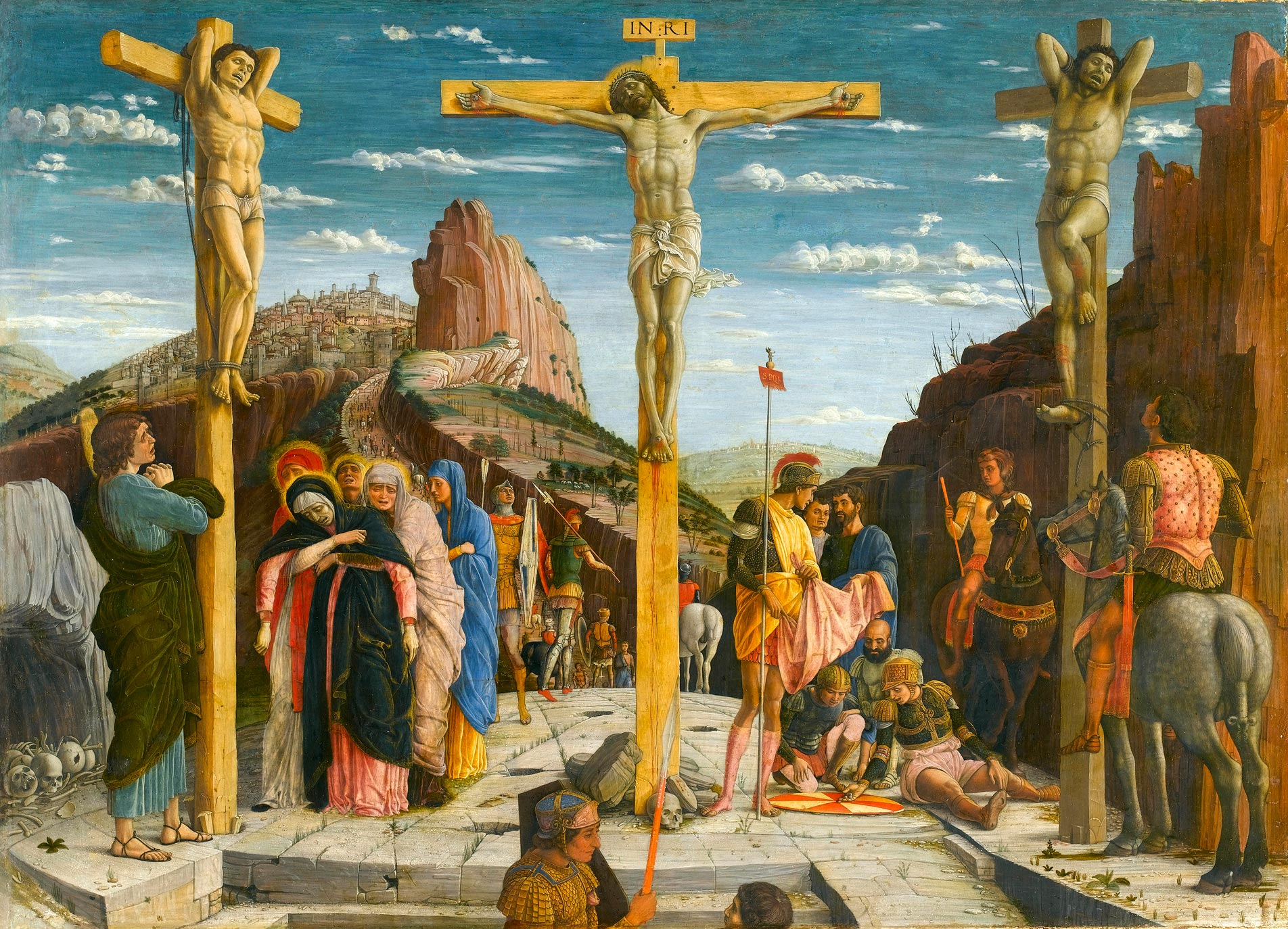
Predella centrale
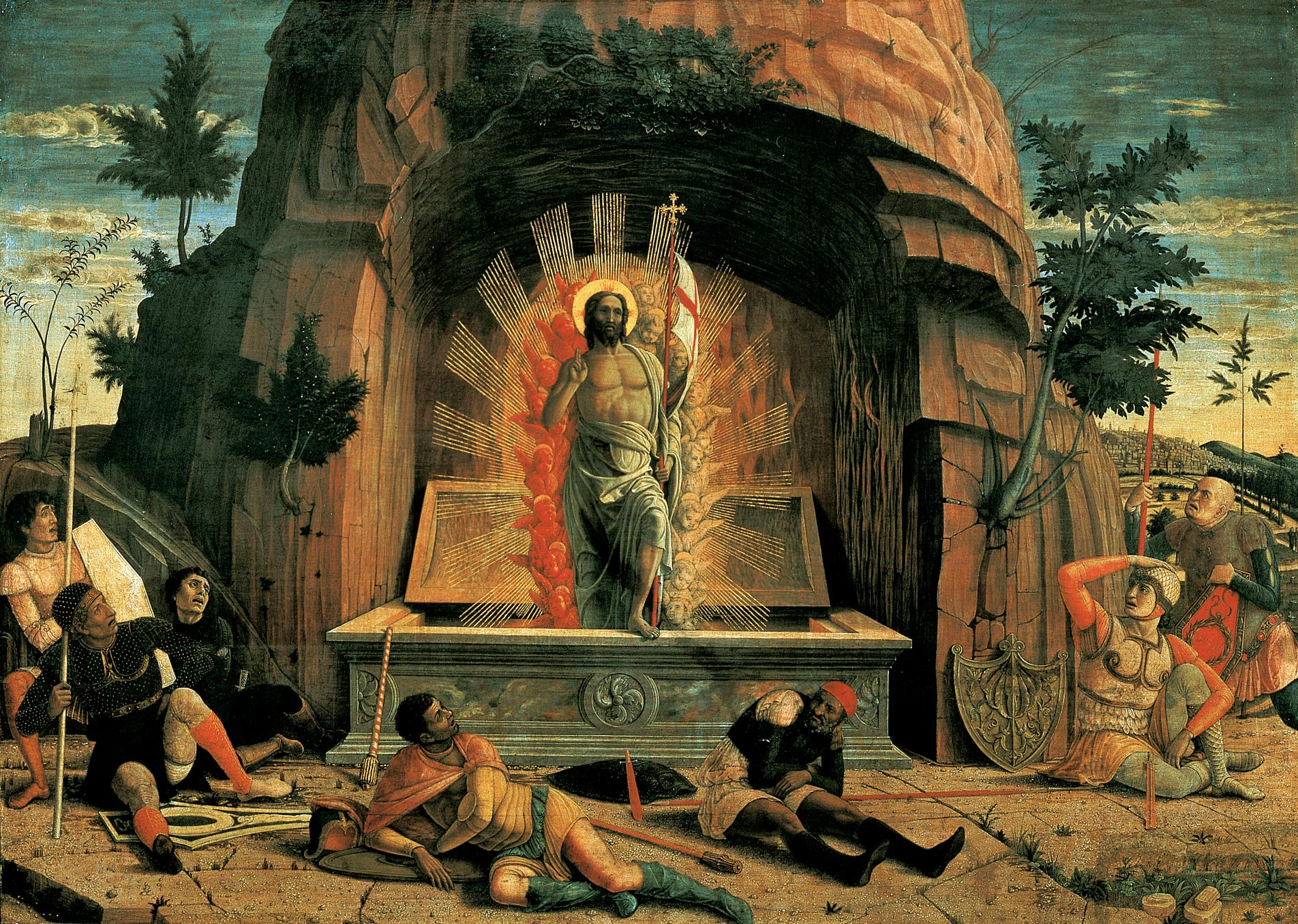
Predella di destra

### Cornice

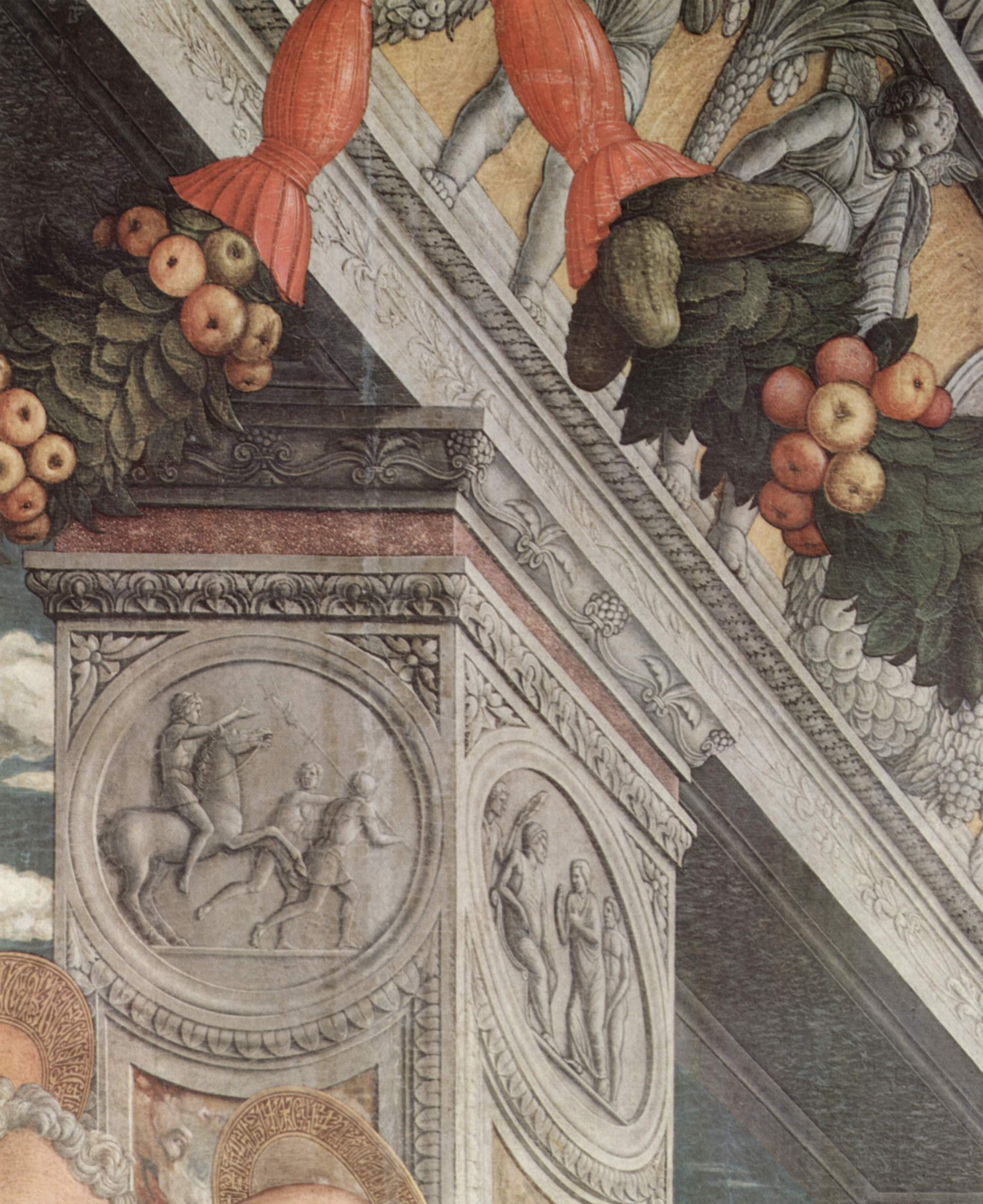
I bassorilievi

La straordinaria cornice lignea è originale e forse realizzata su disegno dello stesso Mantegna. Essa imita una struttura architettonica che appare come il continuamento di quella dipinta, con quattro colonne scanalate che reggono un frontoncino con fregio a girali e con una cimasa a forma di arco ribassato terminante in due volute decorative. In basso incornicia anche i tre pannelli della predella. Il tutto è in legno dorato con incrostazioni in blu d'Alemagna. La cornice solo in apparenza divide la pala in un trittico: in realtà tutto, comprese le colonne lignee, concorre a creare un'ambientazione spaziale unitaria, per cui è più corretto considerarla come un'unica pala, la cui stesura pittorica è stata tripartita dall'artista.

### Ambientazione

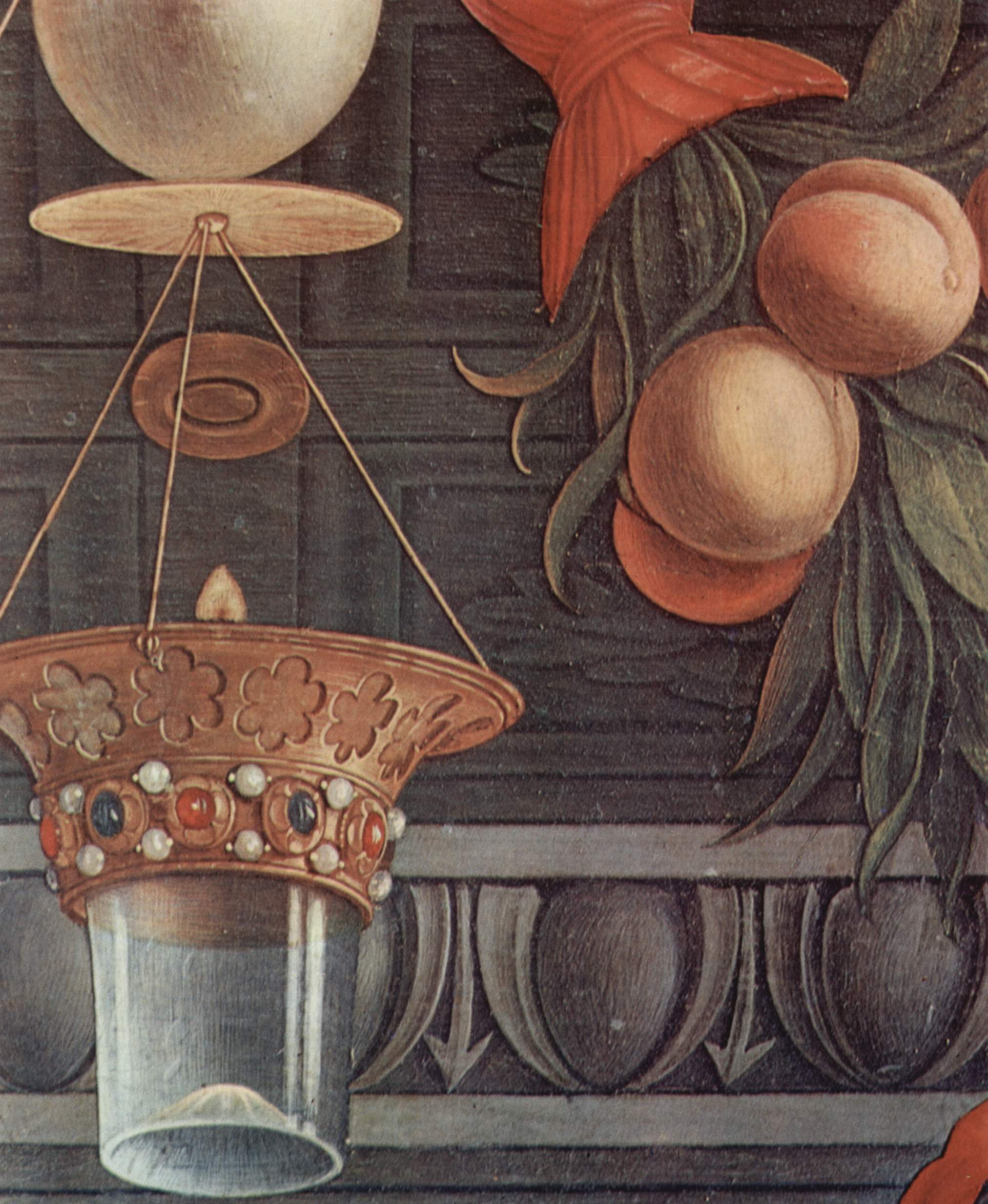
La lucerna

L'architettura dipinta, che appare come un prolungamento di quella della cornice, mostra una sorta di loggiato a base quadrata con pilastri, aperto su tutti i lati, con soffitto a cassettoni con luminosi "bottoni" d'oro, e ricco di elementi "all'antica", come il fregio con finto bassorilievo in grisaille di coppie di putti reggi-festoni o i medaglioni con scene mitologiche. L'insieme pare che riprenda molto fedelmente l'aspetto originario dell'altare del Santo di Donatello, l'opera fondamentale per la diffusione dell'arte rinascimentale nell'Italia settentrionale.
Al di fuori si trova un rigoglioso giardino fiorito, mentre in alto, sul lato principale, corrono alcuni festoni di frutta e foglie, un motivo tipico di Squarcione e dei suoi allievi, tra cui Mantegna stesso. Sopra la testa della Vergine, incorniciata da un magnifico rosone ingioiellato del trono, stanno appesi tra i festoni una lucerna a cesendello in un bicchiere di vetro sostenuto e  decorato da un bordo d'oro con pietre preziose, alcuni fili di corallo lavorato e un uovo di struzzo. Quest'ultimo è simbolo della fecondità di Maria e al tempo stesso della sua verginità, con un richiamo erudito, ma ben comprensibile per gli umanisti del XV secolo, alla leggenda di Leda, sposa del re di Sparta; in un tempio della città si trovava appeso un analogo uovo, e Leda venne fecondata da Zeus sotto forma di cigno, precorrendo la fecondazione di Maria tramite i raggi divini emanati dalla colomba dello Spirito Santo.
Le colonne sembrano separare i dipinti ma non interrompono lo spazio che il Mantegna ha concepito come unico, profondo, percorribile. L'unicità dello spazio è sottolineata dal pavimento a scacchiera bianca e nera, dal giardino di rose fiorite insinuantesi dietro il trono e a fianco dei santi, e dall'unico cielo dello sfondo, percorso nei tre pannelli da nuvolette bianche in strati orizzontali. Le colonne dipinte sono quindi come proiettate all'interno del quadro. Lo spazio è determinato logicamente attraverso la prospettiva scientifica, la luce è descritta attraverso il colore e le forme sono costruite in modo proporzionato.

## Stile

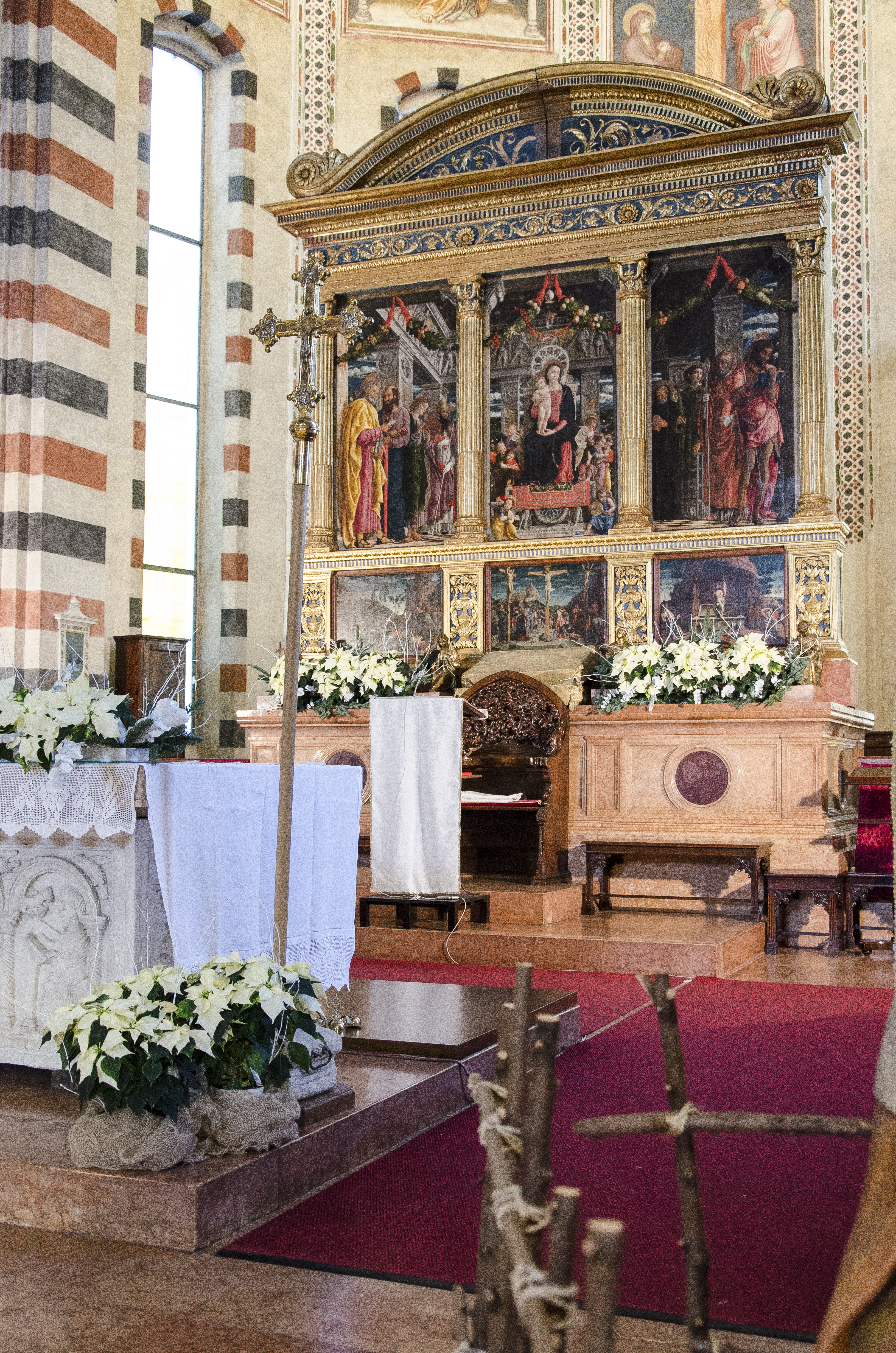
La pala nel contesto del presbiterio della basilica

La pala, che segna la fine del periodo padovano dell'artista e quindi la sua fase giovanile verso la piena maturità, mostra un mutamento di indirizzo nel fare artistico che si andava definendo già negli ultimi affreschi della Cappella Ovetari, terminata nel 1457.
Le architetture hanno infatti acquistato quel tratto illusionistico che fu una delle caratteristiche base di tutta la produzione di Mantegna. Il punto di vista ribassato intensifica la monumentalità delle figure e accresce il coinvolgimento dello spettatore, che viene chiamato in causa anche dallo sguardo diretto di san Pietro. Le figure, con pose tratte anche dall'osservazione quotidiana, sono più sciolte e psicologicamente individuate, con forme più morbide, che suggeriscono l'influenza della pittura veneziana, in particolare di Giovanni Bellini, del quale dopotutto Mantegna aveva sposato la sorella nel 1454. Nelle figure degli angeli emerge la maestria di Mantegna nella resa dei volti tondeggianti, degli incarnati morbidi e paffuti, delle espressioni teneramente fanciullesche.
Ancora più che negli affreschi agli Eremitani, la pittura è qui orientata verso una fusione di luce e colore che dà effetti illusionistici, con citazioni dell'antico e virtuosismi prospettici che furono ulteriormente sviluppati dall'artista nel lungo soggiorno mantovano, dal 1460.